# Magenta Skycode
Magenta Skycode é uma banda finlandesa de indie rock formada em 2005. O líder da banda é Jori Sjöroos, também conhecido como Fu-Tourist, produtor do PMMP.

## Membros
- Jori Sjöroos: vocal, guitarra
- Tomi Mäkilä: teclado, sintetizador
- Niko Kivikangas: bateria, percussão
- Henry Ojala: guitarra
- Kalle Taivainen: baixo

## Discografia

### Álbuns
- IIIII, (2006)
- Relief, (2010)

### EP
- Compass, (2005)